# Yasuka Saitō
Yasuka Saitō (齋藤 ヤスカ Saitō Yasuka?,  Prefectura de Kanagawa, Japón, 29 de junio de 1987) es un actor, modelo y fotógrafo japonés, conocido por su papel de Masumi Inō en la serie GōGō Sentai Bōkenger y sus adaptaciones posteriores. Es representado por Li Jouet.

## Biografía
Saitō nació el 29 de junio de 1987 en la prefectura de Kanagawa, Japón. Debutó como modelo en 2003, cuando contaba con dieciséis años de edad y era representado por la agencia Junes Kikaku. En 2006, obtuvo su primer papel protagonista en la serie GōGō Sentai Bōkenger, donde interpretó a Masumi Inō/Bouken Black. En 2007, interpretó a Izumi Takabayashi en la película de género shōnen-ai, Takumi-kun Series: Soshite Harukaze ni Sasayaite, basada en las novelas homónimas de Shinobu Gotō. Tres años después, Saitō interpretó a Masataka Nozawa en una nueva película de la franquicia, Takumi-kun Series 3: Bibō no Detail. En 2007, también interpretó el rol principal de Miyako Tachibana en Ai no Kotodama, otra película de temática shōnen-ai. Desde 2011, Saitō también se desempeña como fotógrafo.

## Filmografía

### Televisión
- Hana Yori Dango (2005, TBS), episodio 1
- GōGō Sentai Bōkenger (2006/2007, TV Asahi) como Masumi Inō/Bouken Black
- Fūma no Kojirō (2007, TV Tokyo) como Byakko
- Last Mail (2009, BS Asahi) como Sumire
- Shitsuji Kissa ni Okaerinasaimase (2009, MBS TV) como Fudō
- Indigo no Yoru (2010, Tokai TV)
- Toshi Densetsu Buster (2014, Chiba TV)
- Yōkai Onna Gakuen (2014, Chiba TV) como Profesor Tengu

### Películas
- The Prince of Tennis (2006) como Shinji Ibu
- GōGō Sentai Bōkenger The Movie: The Greatest Precious (2006) como Masumi Inō/Bouken Black
- GōGō Sentai Bōkenger vs. Super Sentai como Masumi Inō/Bouken Black
- Kamen Rider Den-O: I'm Born! (2007) como Newt Imajin (voz)
- Ai no Kotodama (2007) como Miyako Tachibana
- Takumi-kun Series: Soshite Harukaze ni Sasayaite (2007) como Izumi Takabayashi[1]
- SS como Akira (Toho, 2008)
- Juken Sentai Gekiranger vs Boukenger (2008) como Masumi Inō/Bouken Black
- Takumi-kun Series 3: Bibō no Detail (2010) como Masataka Nozawa
- Ai no Kotodama: Sekai no hate made (2010) como Miyako Tachibana
- Cho cho gire (2010) como Keiichi
- Love Train (2012)
- Love Place: Shiawase no Katachi (2013) como Sōta
- Futari detsukuru (2014) como Kenji
- Futari etchi Love Forever (2014)
- Late Night Cafe (2016)

### Teatro
- The Prince of Tennis: The Progressive Match Higa Chuu feat. Rikkai (2007) como Rin Hirakoba
- Magdala na Maria Musical (2009) como Clara
- Air Gear Musical 3: Top Gear Remix (2010) como Aeon Clock
- Saint Seiya Super Musical (2011) como Lyra Orpheus